# Išikari (řeka)
Išikari (japonsky 石狩川, Išikarigawa) je řeka na ostrově Hokkaidó v Japonsku. Je 365 km dlouhá. Povodí má rozlohu 12 800 km².

## Průběh toku
Pramení na hoře Išikari (subprefektura Tokači) a ústí do Japonského moře.

## Vodní stav
Na jaře se silně rozlévá do okolí.

## Využití
Na řece je rozvinutá lodní doprava v délce 200 km. Využívá se ke splavování dřeva. Leží na ní města Kamikawa, Asahikawa a Išikari.